# Blenda-klass
Blenda-klass var en klass av kanonbåtar i svenska flottan. Klassen bestod av nio fartyg; Blenda, Disa, Urd, Rota, Skagul, Skäggald, Verdande, Skuld och Edda. De ha ofta kallats för flottans första moderna stridsfartyg och var de sista svenska örlogsfartygen med segelrigg. Deras huvudbestyckning utgjordes av en 27,4 cm kanon i ett vridbart torn i fören, och den sekundära bestyckningen av en mynningsladdad 12 cm kanon i aktern. 
Fartygen konstruerades av Göthe Wilhelm Svenson, och fick alla kvinnonamn hämtade från den nordiska mytologin, varför de i folkmun kom att kallas för "flickorna Svenson". De byggdes på fyra varv i Sverige mellan 1874 och 1882. Blenda byggdes på Lindholmens varv i Göteborg, Urd på Kockums varv i Malmö, Rota, Skagul och Skäggald på Bergsunds varv i Stockholm och Disa, Verdande, Skuld och Edda på örlogsvarvet i Karlskrona. 
Under 1890-talet moderniserades samtliga fartyg i klassen, men den snabba tekniska utvecklingen kring sekelskiftet gjorde dem snart ohjälpligt föråldrade. De kom därför att byggas om för andra ändamål. Urd förliste 1913 efter att ha kolliderat med pansarskeppet Oden. De övriga utrangerades successivt under 1920-talet. Blenda togs som sista fartyg ur tjänst 1943.